# Юнацька збірна Ізраїлю з футболу (U-19)
Юнацька збірна Ізраїлю з футболу (U-19) — національна футбольна збірна Ізраїлю, що складається із гравців віком до 19 років. Керівництво командою здійснює Ізраїльська футбольна асоціація.
Головним турніром для команди є Юнацький чемпіонат Європи з футболу (U-19), успішний виступ на якому дозволяє отримати путівку на Молодіжний чемпіонат світу, у якому команда бере участь вже у форматі збірної U-20. Також може брати участь у товариських і регіональних змаганнях.

## Історія
Юнацька збірна Ізраїлю провела свою першу гру 1962 року, а за два роки, у 1964 відразу з перемоги дебютувала на великих міжнародних турнірах, вигравши тогорічний кубок Азії (U-19). Загалом взяла участь у дев'яти розіграшах юнацького кубок Азії, шість разів ставши володарем трофею.
На початку 1970-х Ізраїль з політичних міркувань був виключений з азійської футбольної конфедерації АФК, і протягом двох десятирічь єдиними офіційними матчами юнацької збірної країни були ігри відбору на Молодіжний чемпіонат світу. При цьому двічі команда проходила відбір в рамках Молодіжного чемпіонату ОФК і одного разу — через Молодіжний чемпіонат Південної Америки.
Врешті-решт 1992 року Ізраїльська футбольна асоціація увійшла до європейської футбольної конфедерації УЄФА і керована нею юнацька збірна країни отримала право участь у Юнацькому чемпіонаті Європи, який до 2001 року проводився серед гравців до 18 років, а відтоді — серед команд U-19.

## Виступи на міжнародних турнірах

### Юнацький (U-19) кубок Азії з футболу
| Рік    | Раунд          | І  | В  | Н | П | Г+  | Г- |
| ------ | -------------- | -- | -- | - | - | --- | -- |
| 1964   | переможець     | 4  | 3  | 1 | 0 | 10  | 0  |
| 1965   | переможець     | 6  | 6  | 0 | 0 | 32  | 4  |
| 1966   | переможець     | 5  | 3  | 2 | 0 | 16  | 2  |
| 1967   | переможець     | 5  | 4  | 1 | 0 | 14  | 1  |
| 1968   | третє місце*   | 7  | 4  | 2 | 1 | 16  | 2  |
| 1969   | четверте місце | 6  | 4  | 0 | 2 | 8   | 3  |
| 1970   | чвертьфінали   | 4  | 2  | 1 | 1 | 10  | 1  |
| 1971   | переможець     | 6  | 5  | 1 | 0 | 12  | 1  |
| 1972   | переможець     | 6  | 6  | 0 | 0 | 20  | 0  |
| Усього | 9/9            | 49 | 37 | 8 | 4 | 138 | 14 |

### Молодіжний чемпіонат ОФК
| Рік  | Раунд        | І | В | Н | П | Г+ | Г- |
| ---- | ------------ | - | - | - | - | -- | -- |
| 1985 | віце-чемпіон | 5 | 3 | 1 | 1 | 15 | 6  |
| 1986 | віце-чемпіон | 4 | 2 | 2 | 0 | 11 | 3  |

### Молодіжний чемпіонат Південної Америки з футболу
| Рік  | Раунд         | І | В | Н | П | Г+ | Г- |
| ---- | ------------- | - | - | - | - | -- | -- |
| 1988 | груповий етап | 5 | 3 | 0 | 2 | 6  | 4  |

### Юнацький чемпіонат Європи з футболу (U-19)
| Рік    | Результат                | І                        | В                        | Н                        | П                        | Г+                       | Г-                       |                          |
| ------ | ------------------------ | ------------------------ | ------------------------ | ------------------------ | ------------------------ | ------------------------ | ------------------------ | ------------------------ |
| 1992   | не кваліфікувалася       | не кваліфікувалася       | не кваліфікувалася       | не кваліфікувалася       | не кваліфікувалася       | не кваліфікувалася       | не кваліфікувалася       |                          |
| 1993   | не кваліфікувалася       | не кваліфікувалася       | не кваліфікувалася       | не кваліфікувалася       | не кваліфікувалася       | не кваліфікувалася       | не кваліфікувалася       |                          |
| 1994   | не кваліфікувалася       | не кваліфікувалася       | не кваліфікувалася       | не кваліфікувалася       | не кваліфікувалася       | не кваліфікувалася       | не кваліфікувалася       |                          |
| 1995   | не кваліфікувалася       | не кваліфікувалася       | не кваліфікувалася       | не кваліфікувалася       | не кваліфікувалася       | не кваліфікувалася       | не кваліфікувалася       |                          |
| 1996   | не кваліфікувалася       | не кваліфікувалася       | не кваліфікувалася       | не кваліфікувалася       | не кваліфікувалася       | не кваліфікувалася       | не кваліфікувалася       |                          |
| 1997   | груповий етап            | 3                        | 0                        | 1                        | 2                        | 1                        | 6                        |                          |
| 1998   | не кваліфікувалася       | не кваліфікувалася       | не кваліфікувалася       | не кваліфікувалася       | не кваліфікувалася       | не кваліфікувалася       | не кваліфікувалася       |                          |
| 1999   | не кваліфікувалася       | не кваліфікувалася       | не кваліфікувалася       | не кваліфікувалася       | не кваліфікувалася       | не кваліфікувалася       | не кваліфікувалася       |                          |
| 2000   | не кваліфікувалася       | не кваліфікувалася       | не кваліфікувалася       | не кваліфікувалася       | не кваліфікувалася       | не кваліфікувалася       | не кваліфікувалася       |                          |
| 2001   | не кваліфікувалася       | не кваліфікувалася       | не кваліфікувалася       | не кваліфікувалася       | не кваліфікувалася       | не кваліфікувалася       | не кваліфікувалася       |                          |
| 2002   | не кваліфікувалася       | не кваліфікувалася       | не кваліфікувалася       | не кваліфікувалася       | не кваліфікувалася       | не кваліфікувалася       | не кваліфікувалася       |                          |
| 2003   | не кваліфікувалася       | не кваліфікувалася       | не кваліфікувалася       | не кваліфікувалася       | не кваліфікувалася       | не кваліфікувалася       | не кваліфікувалася       |                          |
| 2004   | не кваліфікувалася       | не кваліфікувалася       | не кваліфікувалася       | не кваліфікувалася       | не кваліфікувалася       | не кваліфікувалася       | не кваліфікувалася       |                          |
| 2005   | не кваліфікувалася       | не кваліфікувалася       | не кваліфікувалася       | не кваліфікувалася       | не кваліфікувалася       | не кваліфікувалася       | не кваліфікувалася       |                          |
| 2006   | не кваліфікувалася       | не кваліфікувалася       | не кваліфікувалася       | не кваліфікувалася       | не кваліфікувалася       | не кваліфікувалася       | не кваліфікувалася       |                          |
| 2007   | не кваліфікувалася       | не кваліфікувалася       | не кваліфікувалася       | не кваліфікувалася       | не кваліфікувалася       | не кваліфікувалася       | не кваліфікувалася       |                          |
| 2008   | не кваліфікувалася       | не кваліфікувалася       | не кваліфікувалася       | не кваліфікувалася       | не кваліфікувалася       | не кваліфікувалася       | не кваліфікувалася       |                          |
| 2009   | не кваліфікувалася       | не кваліфікувалася       | не кваліфікувалася       | не кваліфікувалася       | не кваліфікувалася       | не кваліфікувалася       | не кваліфікувалася       |                          |
| 2010   | не кваліфікувалася       | не кваліфікувалася       | не кваліфікувалася       | не кваліфікувалася       | не кваліфікувалася       | не кваліфікувалася       | не кваліфікувалася       |                          |
| 2011   | не кваліфікувалася       | не кваліфікувалася       | не кваліфікувалася       | не кваліфікувалася       | не кваліфікувалася       | не кваліфікувалася       | не кваліфікувалася       |                          |
| 2012   | не кваліфікувалася       | не кваліфікувалася       | не кваліфікувалася       | не кваліфікувалася       | не кваліфікувалася       | не кваліфікувалася       | не кваліфікувалася       |                          |
| 2013   | не кваліфікувалася       | не кваліфікувалася       | не кваліфікувалася       | не кваліфікувалася       | не кваліфікувалася       | не кваліфікувалася       | не кваліфікувалася       |                          |
| 2014   | груповий етап            | 3                        | 0                        | 0                        | 3                        | 1                        | 8                        |                          |
| 2015   | не кваліфікувалася       | не кваліфікувалася       | не кваліфікувалася       | не кваліфікувалася       | не кваліфікувалася       | не кваліфікувалася       | не кваліфікувалася       |                          |
| 2016   | не кваліфікувалася       | не кваліфікувалася       | не кваліфікувалася       | не кваліфікувалася       | не кваліфікувалася       | не кваліфікувалася       | не кваліфікувалася       |                          |
| 2017   | не кваліфікувалася       | не кваліфікувалася       | не кваліфікувалася       | не кваліфікувалася       | не кваліфікувалася       | не кваліфікувалася       | не кваліфікувалася       |                          |
| 2018   | не кваліфікувалася       | не кваліфікувалася       | не кваліфікувалася       | не кваліфікувалася       | не кваліфікувалася       | не кваліфікувалася       | не кваліфікувалася       |                          |
| 2019   | не кваліфікувалася       | не кваліфікувалася       | не кваліфікувалася       | не кваліфікувалася       | не кваліфікувалася       | не кваліфікувалася       | не кваліфікувалася       |                          |
| 2020   | Скасовано через COVID-19 | Скасовано через COVID-19 | Скасовано через COVID-19 | Скасовано через COVID-19 | Скасовано через COVID-19 | Скасовано через COVID-19 | Скасовано через COVID-19 | Скасовано через COVID-19 |
| 2021   | Скасовано через COVID-19 | Скасовано через COVID-19 | Скасовано через COVID-19 | Скасовано через COVID-19 | Скасовано через COVID-19 | Скасовано через COVID-19 | Скасовано через COVID-19 | Скасовано через COVID-19 |
| 2022   | Фінал                    | 5                        | 2                        | 1                        | 2                        | 9                        | 9                        |                          |
| 2023   | не кваліфікувалася       | не кваліфікувалася       | не кваліфікувалася       | не кваліфікувалася       | не кваліфікувалася       | не кваліфікувалася       | не кваліфікувалася       | не кваліфікувалася       |
| 2024   | не кваліфікувалася       | не кваліфікувалася       | не кваліфікувалася       | не кваліфікувалася       | не кваліфікувалася       | не кваліфікувалася       | не кваліфікувалася       | не кваліфікувалася       |
| 2025   | не кваліфікувалася       | не кваліфікувалася       | не кваліфікувалася       | не кваліфікувалася       | не кваліфікувалася       | не кваліфікувалася       | не кваліфікувалася       | не кваліфікувалася       |
| Усього | 3/22                     | 11                       | 2                        | 2                        | 7                        | 11                       | 23                       |                          |